# Imagination Movers

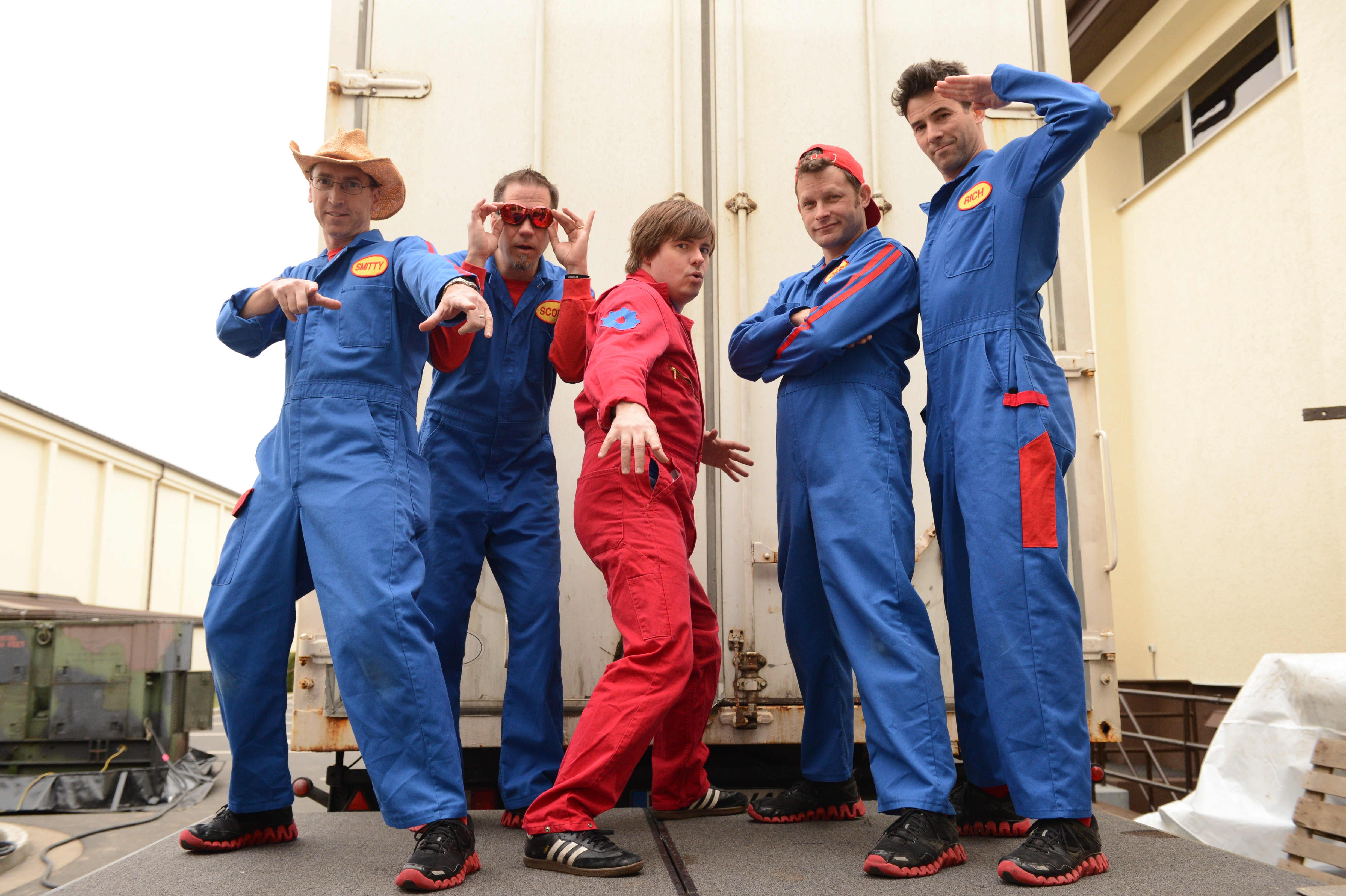
Imagination Movers Membros

Imagination Movers (no Brasil, Os Imaginadores) é uma banda infantil americana formada em Nova Orleans, Louisiana, em 2003.
Sua série live-action estreou na Disney Channel em 6 de setembro de 2008. Antes parte do bloco infantil Playhouse Disney, depois passou a ser transmitido no canal Disney Junior. Foi criada a partir do conceito original da banda de mesmo nome.

## Sinopse
O foco da série é nos Imaginadores, cujo trabalho é resolver problemas. Cada um deles, além de tocar e cantar, possui um item especial: Rich (Rich Collins), o baterista da banda, tem suas "Scribble Sticks" (Baquetas Desenhadoras); Scott (Scott Durbin), o tecladista, usa seus "Wobble Goggles" (Óculos Malucos, inicialmente chamados "Super-Óculos"); Smitty (Scott Smith), o guitarrista, possui um diário cheio de informações e Dave (Dave Poche), o baixista, possui um boné vermelho aparentemente sem fundo, onde guarda muitas coisas.
Eles trabalham no "Depósito de Ideias", um prédio com várias salas, cada uma com algo inesperado e/ou surpreendente. Lá mora o Warehouse Mouse (Rato do Depósito) (voz de Kevin Carlson), ratinho que auxilia muitas vezes a equipe em "Emergências de Ideia" e que mostra, ao longo dos episódios, ser um grande fã de Smitty (talvez por ele o compreender melhor que os outros Imaginadores).
Outra que auxilia muito em algumas aventuras é Nina (Wendy Calio), divertida vizinha dos Imaginadores. Na primeira temporada, ela trabalha para seu tio Knit Knots (Douglas Fisher), um homem que detesta animação e quer tornar o mundo um lugar chato com seus produtos. Depois da primeira temporada, com o personagem retirado do show, Nina é mostrada como uma fotógrafa, e depois como dona do "Café das Ideias" na terceira temporada.

## Elenco
| Nome            | intérprete     |
| --------------- | -------------- |
| Dave            | Dave Poche     |
| Rich            | Rich Collins   |
| Smitty          | Scott Smith    |
| Scott           | Scott Durbin   |
| Warehouse Mouse | Kevin Carlson  |
| Nina            | Wendy Calio    |
| Knit Knots      | Douglas Fisher |
| Secretária      | Kath Soucie    |